# Герб Катара
Герб Катара (араб. شعار قطر‎) — государственный символ государства Катар. 
На гербе изображены два положенных накрест восточных меча - шамшира. Между ними по волнам плывет парусное судно, справа от него остров с двумя пальмами. Герб в данном виде принят в 2022 году.

## История
На первой гербовой эмблеме Катара, которая использовалась с 1966 года, изображались два меча шамшира, над ними жемчужная раковина. композиция была окружена двумяпальмовых ветвями с надписью «Катар». 
В 1976 году принят новый герб. На нем были изображены два пересечённых белых шамшира на фоне жёлтого круга. Между шамширами располагается парусное судно, проплывающее на синих и белых волнах около острова с двумя пальмами. Жёлтый круг помещён в бо́льший по размеру круг, разделенный горизонтально на две части — белую наверху и темно-бордовоую внизу. В белой части написано название государства «Катар» куфическим письмом чёрного цвета; в темно-бордовой части название написано по-английски — State of Qatar (с англ. — «Государство Катар») белым шрифтом. Цвета и разделение внешнего кольца взяты из флага Катара.
Были возможны также варианты герба без английского текста, а центральный круг и шамширы другого цвета.
- Герб в 1966—1976 годах
- Герб Катара 1976 года. Вариант
- Герб в 1976-2022 годах

В 2022 году была принята новая версия герба в минималистичном стиле без обрамления, сохранившая центральный рисунок прежней эмблемы, но без окружающей надписи. Герб выполнен в одном темно-бордовом цвете, как у флага Катара. Цвет отсылает к многовековой истории производства пурпурных красителей на территории Катара. 
Некоторые элементы герба Катара присутствуют также на других гербах и эмблемах нескольких арабских стран: традиционный арабский шамшир — на гербах Саудовской Аравии, Омана, Кувейта и Объединенных Арабских Эмиратов. Пальма — также национальный символ Саудовской Аравии.